# Bisdom Monze

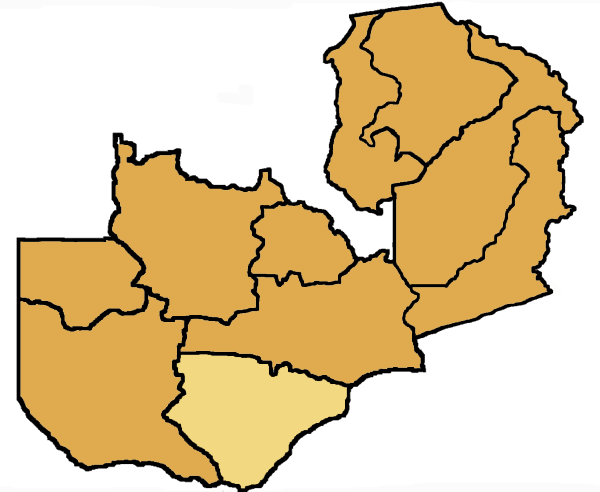
Het bisdom Monze binnen Zambia

Het bisdom Monze (Latijn: Dioecesis Monzensis) is een rooms-katholiek bisdom met als zetel Monze in Zambia. Het is een suffragaan bisdom van het aartsbisdom Lusaka.
Het bisdom is opgericht in 1962. De eerste bisschop was de Ierse jezuïet James Corboy. 
In 2019 telde het bisdom 26 parochies. Het bisdom heeft een oppervlakte van 72.000 km² en telde in 2019 1.659.000 inwoners waarvan 25,2% rooms-katholiek was. 

## Bisschoppen
- James Corboy, S.J. (1962-1991)
- Paul Lungu, S.J. (1991-1998)
- Emilio Patriarca (1999-2014)
- Moses Hamungole (2014-2021)
- vacant (2021-)